# Zelie Emerson
Zelie Emerson   (Jackson, 1883 - març 1969) Zelie Passavant Emerson fou una sufragista estatunidenca resident a Anglaterra. Va fundar el diari Workers' Dreadnought juntament amb Sylvia Pankhurst. La policia la va ferir a Londres durant uns aldarulls pel sufragi el 1913.

## Biografia
Zelie Passavant nasqué a Jackson (Michigan); sos pares foren Hubbard Rufus Emerson i Zelie Passavant. El seu iaio fou un ministre luterà, William Passavant i la seua besàvia Fredericka "Zelie" Basse havia servit d'inspiració per al nom de la ciutat de Zelienople (Pennsilvània). La mare de Zelie era amiga d'Andrew Carnegie.
Emerson va morir al 1969 a Florida.

## Carrera professional

Zelie Emerson el 1913

Emerson participà en el moviment laboral de Chicago durant anys, i treballava a la casa del Moviment Settlement de la Universitat Northwestern abans de conéixer a Sylvia Pankhurst i anar-se'n a Anglaterra. S'implicà en la Unió Social i Política de Dones de Londres, i en el grup dissident, la Federació de Sufragistes de l'Est de Londres.
Al 1912, amb Sylvia Pankhurst obriren la seu de l'organització a Bow Road, a l'est de Londres. Pankhurst escrigué que Emerson pensava que la classe obrera entenia que aconseguir el sufragi femení també beneficiaria els hòmens. Pankhurst i Emerson foren arrestades per aldarulls, entre altres per llançar pedres a la comissaria de policia de Bow al febrer del 1913, i les condemnaren a sis setmanes a la presó de Holloway. En llibertat sota fiança, van tornar a manifestar-se i les condemnaren a dos mesos de treballs forçats. En una ocasió es lliurà de l'arrest, quan Emerson amb altres dues persones va assotar al Dr. Forward, que l'havia alimentat per força durant cinc setmanes, i el declarà inepte per a exercir i que "ell mateix hauria de ser alimentat per força". El metge isqué il·lès de l'incident.(6) Emerson fou alliberada després de fer vaga de fam, ser sotmesa a alimentació forçada, a confinament aïllat i a un intent de suïcidi, després de set setmanes de reclusió.
Sa mare, vídua, va viatjar a Londres per a advocar pel seu alliberament. El senador estatunidenc Charles E. Townsend també s'implicà en l'alliberament d'Emerson.
Emerson treballà en el Comité per a la Derogació de la Llei de Presoners al 1913. Al novembre del 1913, resultà ferida per la policia de Londres en uns aldarulls pel sufragi. Va sofrir una commoció cerebral, però un mes més tard la tornaren a arrestar per aldarulls. Els càrrecs contra ella en aquest incident foren desestimats. Després de sofrir la brutalitat policial, Emerson creia en la necessitat d'entrenament en defensa personal per a les sufragistes. S'uní a les sufragistes i practicà l'ús de garrots, boxa i jiu-jitsu. En un dels seus judicis declarà que havia decidit dur damunt un "club dels dissabtes a la nit", és a dir, una corda amb quitrà i carregada amb plom, per a defensar-se de la policia.
El 1914, a suggeriment d'Emerson, Pankhurst i altres membres de la llavors anomenada East London Federation of Suffragettes editaren un diari, Workers' Dreadnought. Emerson fou arrestada altra volta el 1914, i es va parlar d'expulsar-la del país, conforme a la Llei d'Estrangeria.
A causa de la seua mala salut per la commoció cerebral i el trauma per l'alimentació forçada, no tornà a fer campanya al Regne Unit després de "visitar" la seua mare a la casa de Michigan al maig del 1914, i es traslladà amb sa mare a Florida al 1916.
El 1931, els diaris informaven que es dedicava a gestionar un hort de taronges a Lakeland (Florida). El 1958, Emerson i una altra dona productora de cítrics, Bessie Bruce, demandaren el comtat i l'estat pels plans de drenatge que afectarien negativament els seus conreus.